# Kurt Biedenkopf

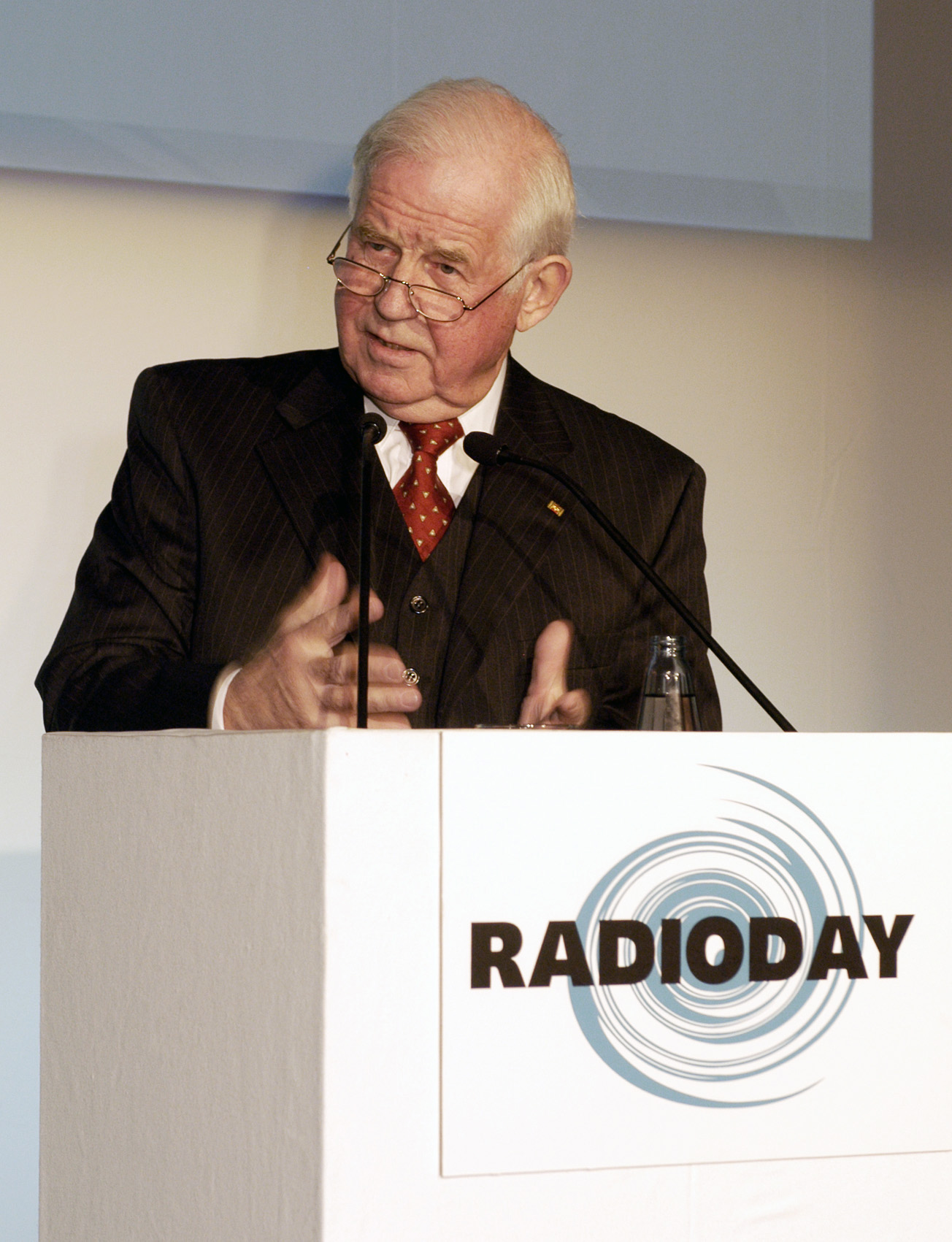
Kurt Biedenkopf en 2005.

Kurt Hans Biedenkopf (Ludwigshafen am Rhein, 28 de enero de 1930-Dresde, 12 de agosto de 2021) fue un jurista, profesor universitario y político alemán. Fue ministro presidente de Sajonia desde 1990 hasta 2002, y presidente del Consejo federal alemán en el periodo 1999-2000.

## Biografía
Natural de la región de Renania-Palatinado, Biedenkopf estudió derecho en la Universidad de Múnich, economía y ciencias políticas en Carolina del Norte, Estados Unidos, y obtuvo un máster en leyes en la Universidad Johann Wolfgang Goethe de Fráncfort y el doctorado en derecho en la estadounidense Universidad de Georgetown.
Especializado en derecho civil, mercantil y laboral, trabajó como investigador, conferenciante y profesor en varias universidades alemanas, incluyendo la Universidad Ruhr de Bochum, Fráncfort y como profesor de economía en Leipzig.
Miembro de la Unión Cristiano Demócrata (CDU) fue secretario general de la CDU en 1973 y de 1977 a 1983 fue su vicepresidente. Durante las legislaturas 1976-1980 y 1987-1990, fue miembro del Parlamento Federal alemán. Después de la reunificación de Alemania (1990), Biedenkopf fue elegido ministro presidente en el recién creado Land de Sajonia. La CDU ganó también las elecciones en Sajonia en 1994 y 1999, y hasta abril de 2002 Biedenkopf mantuvo su cargo. Cierta apariencia autocrática en su forma de gobierno le han llevado a ser conocido en Sajonia como König Kurt (rey Kurt). Fue presidente del Consejo de Administración del Hertie School of Governance.